# Acolastus soomaaliensis
Acolastus soomaaliensis es un coleóptero de la familia Chrysomelidae.
Fue descrita científicamente por primera vez en 1999 por Scholler.